# ريو دو كامبو
ريو دو كامبو بلدية في ولاية سانتا كاتارينا في المنطقة الجنوبية من البرازيل.